# هابرووانی (ناحیه ویشکوف)
هابرووانی (به چکی: Habrovany) یک منطقهٔ مسکونی در جمهوری چک است که در ناحیه ویشکوو واقع شده‌است. هابرووانی ۵٫۴۹ کیلومتر مربع مساحت و ۸۰۳ نفر جمعیت دارد و ۳۱۴ متر بالاتر از سطح دریا واقع شده‌است.